# Игнатьев, Алексей Павлович
Граф (с 1877) Алексе́й Па́влович Игна́тьев (1842—1906, Тверь) — киевский и иркутский генерал-губернатор, генерал от кавалерии из рода Игнатьевых.

## Биография
Сын графа Павла Николаевича Игнатьева (председателя Комитета Министров), брат Николая Павловича Игнатьева, отец Алексея Алексеевича и Павла Алексеевича Игнатьевых.
В 1859 году выпущен корнетом из Пажеского корпуса в Лейб-гвардии Гусарский его величества полк.
В 1862 году окончил Николаевскую академию Генерального штаба.
В 1864 году утверждён командиром эскадрона Его Величества; в 1865 году назначен флигель-адъютантом.
В 1868 году командовал Лейб-гвардии Гусарским полком; с 1871 года — Курляндским полком; в 1873 году назначен командующим Кавалергардским полком.
В 1875 году был произведён в генерал-майоры с назначением в Свиту Его Величества. С 1874 по 1881 год состоял членом главного комитета по устройству и образованию войск.
С 1881 года — начальник штаба Гвардейского корпуса.
В 1885 году назначен командующим Иркутским военным округом и генерал-губернатором Восточной Сибири (с 1887 года — иркутский генерал-губернатор). С 1886 года — генерал-лейтенант. В 1889 году назначен товарищем министра внутренних дел, но на пути в Петербург получил новое назначение — генерал-губернатором в Юго-Западный край.
В 1896 году назначен членом Государственного совета, в 1898 году произведён в генералы от кавалерии. В 1905 году назначен председателем Особого совещания для пересмотра установленных для охраны государственного порядка исключительных законоположений и Особого совещания по делам веротерпимости, образованных согласно Высочайше утверждённым 10 февраля и 17 апреля 1905 года положениям комитета министров (в исполнение указа 12 декабря 1904 года).
На этом посту, а также в Государственном совете, Игнатьев выступил противником созыва Государственной думы, каких бы то ни было льгот печати и сторонником крайней полицейской репрессии. Во время министерства графа Витте в 1905—1906 годах был одним из его наиболее решительных противников; состоял членом кружка высокопоставленных лиц, прозванного «Звёздной палатой» и имевшего в то время большое влияние на политику правительства. Состоял членом Русского собрания.
9 декабря 1906 года в Твери в перерыве губернского собрания около 17 часов Игнатьев был застрелен шестью выстрелами из револьвера эсером С. Н. Ильинским при обстоятельствах, заставивших семью убитого предполагать соучастие охранки, совершившееся по указаниям из Санкт-Петербурга.
Похоронен на Тихвинском кладбище.
Исключен из списков убитым (Высочайшим Приказом о чинах военных 15.12.1906).

## Военные чины
- В службу вступил (16.07.1859)[4]
- Корнет (16.07.1859)
- Поручик (30.08.1860)
- Штабс-ротмистр (25.12.1861)
- Ротмистр (30.08.1863)
- Флигель-адъютант (1865)
- Полковник (27.03.1866)
- Генерал-майор Свиты (1875)
- Генерал-майор (01.01.1878)
- Генерал-лейтенант (30.08.1886)
- Генерал от кавалерии (06.12.1898)
- Генерал-адъютант (1904)

## Награды
- Орден Святого Станислава 2 ст. (1865)[4]
- Орден Святого Владимира 4 ст. (1868)
- Орден Святой Анны 2 ст. (1870)
- Императорская корона к Ордену Святой Анны 2 ст. (1872)
- Орден Святого Владимира 3 ст. (1878)
- Орден Святого Станислава 1 ст. (1880)
- Орден Святой Анны 1 ст. (1883)
- Орден Святого Владимира 2 ст. (1889)
- Орден Белого Орла (1891)
- Орден Святого Александра Невского (1895)
- Бриллиантовые знаки к Ордену Святого Александра Невского (31.12.1902)

иностранные:
- Австрийский Орден Леопольда командорский крест (1874)
- Персидский Орден Льва и Солнца 2 ст. (1878)
- Французский Орден Почетного Легиона командорский крест (1878)
- Турецкий Орден Меджидие (1878)
- Итальянский Орден Короны Италии 1 ст. (1891)
- Ольденбургский Орден Заслуг герцога Петра-Фридриха-Людвига 1 ст. (1891)
- Сербский Орден Таковского креста 1 ст. (1892)
- Бухарский Орден Благородной Бухары с алмазами (1893)
- Баварский Орден Святого Михаила 1 ст. (1897)

## Поместье
Игнатьеву принадлежала самая богатая усадьба в Ржевском уезде Тверской губернии — Чертолино.

## Семья
Был женат на княжне Софье Сергеевне Мещерской (1851—1944). В браке родились:
- Алексей (1877—1954) — первым браком женат на Елене Владимировне Охотниковой (1888—1975), дочери Владимира Николаевича Охотникова и княжны Александры Петровны Трубецкой, после развода с которой в 1918 году женился на балерине Наталье Владимировне Трухановой.
- Павел (1878—1930) — глава русской контрразведки во Франции с ноября 1915 года[6]. Женат на Марии Андреевне Венгловской (1888—1941)[7].
- София[8][K 2](1880—1935[10]) — супруга генерал—майора Николая Ивановича Звегинцова (1878—1932).
- Сергей (1888—1955) — штаб-ротмистр лейб-гвардии Гусарского полка. Был женат на актрисе Екатерине Николаевне Рощиной-Инсаровой[11]. У них сын Алексей (род. 1919)[12].
- Ольга (1896—1949) — сестра милосердия. Эмигрировала, но позднее вернулась в СССР[13].

## Комментарии
1. ↑  В своей книге А. А. Игнатьев пишет, что к обеду у бабушки должны были являться три семьи, в том числе «младшего брата, нашего отца, Алексея Павловича, — пятеро детей[5]». Сообщая о назначении отца в Восточную Сибирь (1885) он пишет (с.25): «Мы лежали с братом и сестрой в полной темноте…»
2. ↑  В книге Волкова супруга Н.И. Звегинцова названа Софией.Но Б. Старк в своих воспоминаниях писал: «Кроме Ольги и Сергея — рубахи парня, бывшего лейб-гусара, бывал племянник Сергей Звягинцев, сын покойной сестры Екатерины»[9]